# 주찬 (가수)
주찬(1983년 ~ )은 대한민국의 트로트 가수다. 2018년 1집 앨범 [반짝 반짝]으로 데뷔했다.

## 방송
- K트롯 서바이벌 골든마이크 (2019) - Top54
- 헬로트로트 (2021) - Top42(32위)

## 음반
- 반짝 반짝 (2018)
- 헬로트로트 Part.2 (2022)
- 헬로트로트 Part.3 (2022)